# Porvenir, Puebla
Porvenir är en ort i Mexiko.   Den ligger i kommunen Zaragoza och delstaten Puebla, i den sydöstra delen av landet, 170 km öster om huvudstaden Mexico City. Porvenir ligger 2 346 meter över havet och antalet invånare är 183.
Terrängen runt Porvenir är kuperad. Runt Porvenir är det ganska tätbefolkat, med 129 invånare per kvadratkilometer. Närmaste större samhälle är Zaragoza, 1,3 km norr om Porvenir. I omgivningarna runt Porvenir växer huvudsakligen savannskog.